# Xylopertha retusa
Xylopertha retusa là một loài bọ cánh cứng trong họ Bostrichidae. Loài này được Olivier miêu tả khoa học năm 1790.

## Hình ảnh

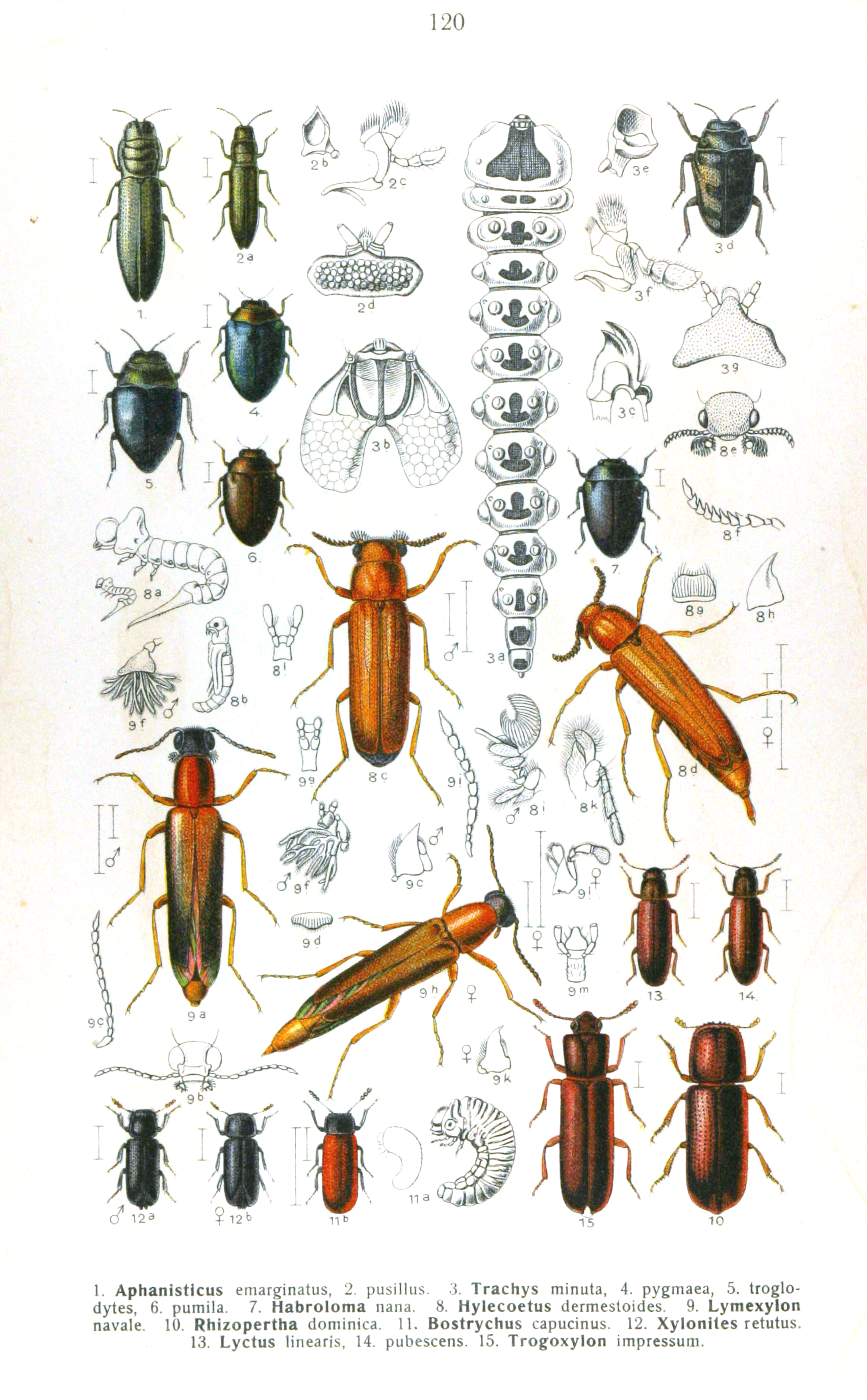